# Warcraft III: The Frozen Throne
Warcraft: The Frozen Throne (traduït com El Tron de Gel) és un videojoc creat per la companyia Blizzard Entertainment i expansió de Warcraft III: Reign of Chaos, en la qual la instal·lació del Warcraft III: Reign of Chaos és necessària per a poder jugar a aquesta expansió.

## Noves unitats
En aquesta expansió cada raça té un parell d'unitats més. Exactament una unitat aèria més, i altra terrestre, equilibrant encara més les races.
Aquestes són les noves unitats:
Humans:
- Desfedor d'encisos: Unitat terrestre molt eficaç fent dany a llançadors de conjurs enemics, poden prendre els conjurs perjudicials i llançar-se'ls a l'enemic així com prendre conjurs benèfics i llançar-se'ls a unitats aliades poden també prendre el control d'unitats invocades.

- Genet de Dragonhawk: Genet aeri alt elf, capaç de "sabotejar" edificis enemics que fa que no puguen atacar i capturar enemics voladors en una xarxa que causa dany als enemics atrapats.

Elfs Nocturns:
- Gegant de les muntanyes: Unitat gegant, similar a un golem, molt eficaç contra edificis però molt cara.

- Drac faèric: Unitat aèria, eficaç contra fetillers enemics però molt feble, són necessàries totes les millores possibles per a un bon ús d'aquesta unitat.

Orcs:'
- Esperit caminant: Llançador de conjurs, capaç de tornar-se eteri i de reviure taurens caiguts en combat. És de gran ajuda en armades de Taurenes.

- Genet de ratapinyada troll: Unitat voladora, eficaç contra unitats aèries (millora en Bestiari, aquesta és un atac suïcida) i edificis.

Morts Vivents:
- Estàtua d'obsidiana: Regenera la vida i el mannà de les unitats amigues.

- Destructor: Unitat voladora que elimina el mannà de l'enemic, que és la metamorfosi de l'estàtua d'obsidiana.

## Nous herois
Cada raça posseeix un heroi nou, que igual que en Warcraft III: Reign of Chaos, tindran un paper important dins de la història. També ofereix la possibilitat d'usar 8 herois neutrals, el que augmenta la diversió en combat notablement.
- El nou heroi humà és un poderós mag elf de sang.

té l'habilitat de fer invisible a qualsevol unitat i deixar-la fora de combat, flamarada, provoca bastant dany, robar raja i finalment el Fènix
- L'heroi mort vivent és un enorme escarabat mort de poder colossal.

vol devastador, espacial per a primera línia d'atac (atordeix i fa molt de mal),escarabats carronyers(max. 5),la closca que proporciona bastant dany a les unitats enemigues properes, eixam de llagostes, provoca dany i regenera punts d'impacte.
- L'heroi orc és un xaman troll de molt alt rang amb màgia de suport.

ona de curació, arriba a un rang de 5 o més unitats ferides, transformació, converteix a una unitat enemiga en qualsevol animal i ho deixa fora de combat, tòtem de serp, amb 3 o més provoca bastant dany, gran budu malvat, fa immunes a les teues unitats però si l'heroi mor tot torna a fer normal.
- L'heroi elf nocturn és la guardiana, encarregats de vigilar les presons.

## Battle.net
En aquesta versió dona la possibilitat d'agrupar a grups de jugadors en el que es denomina clans, els quals són grups de 10 a 100 jugadors al comandament d'un cap i fins a 5 xamans. Aquests s'organitzen en equips concertats classificant-se en diferents modalitats.

## Campanyes
La història és la continuació directa de Warcraft III: Reign of Chaos. El joc se centra en Illidan, un elf nocturn, bandejat per haver reclamat per a si el poder de la calavera de Gul'donen i convertir-se en un semidimoni, i en Arthas, un humà que, després de trair a tots els seus éssers benvolguts, s'uneix a les forces dels morts vivents.
Illidan és cercat per a ser de nou empresonat per una de les guardianes de la seua antiga presó Maiev Shadowsong, descobrint el malèfic pla que té Illidan al cap. Illidan cerca l'ull de Sargeras el qual posseeix tal poder com per a destruir el Tron de Gel i tot l'existent, on es troba el Rei Lich; aquesta missió no ho fa per gust sinó per deure, ja que Kil`Jaeden (un dels Grans Senyors Dimoni) va pactar aqueix tracte amb ell i a canvi li brindaria el que el seu cor tant desitjava, però el seu germà Malfurion Stormrage ho deté.
Narra també les batalles de Kael´Thas Sunstrider, un Alt Elf, que, gràcies a Lady Vashj i els seus nagas (serps marines de gran grandària) comandats per Illidan, escapen de la presó en la qual els humans, liderats per un racista i envanit cavaller, Lord Garithos, els tenen tancats per "confraternitzar amb els immunds naga". Al cap de poc d'escapar Kael´Thas ofereixen lleialtat a Illidan creient que és capaç de guarir la sed de màgia que té la seua gent. Finalment conta com els naga i els Elfs Alts juntament amb Illidan conquisten les "Terres Devastades" de Draenor, on derroten a Magtheridon i s'alien amb els draenei. Després d'això, marxen cap a Northrend para destruir el Tron de Gel, on està el Rei Lich.
També explica què va ser del Flagell dels morts vivents després de la derrota de la legió de foc: una vegada sense líder, els senyors del terror o Nathrezim (una raça de dimonis) s'adonen que han passat massa temps cuidant de Lordaeron i que no tenen notícies de la Legió. Però llavors apareix Arthas reclamant Lordaeron com seu per força, cosa que no agrada gens als Nathrezim i fa que planegen un colp d'estat contra Arthas. Amb l'ajuda de Sylvanas Windrunner, la qual anteriorment fou cap dels guardaboscos de Quel'Thalas, ara transformada en mort vivent, intentaran enderrocar a Arthas, però, en vista del seu fracàs, el que farà Sylvanas serà aliar-se amb Varimathras i reclamar la Terres Plagades de Lordaeron per a ells. Mentrestant, Arthas torna a Northrend, cridat pel rei Lich, on es troba amb Anub'arak, antic Rei de Azjol-Nerub, i servidor del Rei Lich. Arthas i Anub'arak van pel regne de Azjol-Nerub cap a Corona de gel. Allí lluiten amb les forces d'Illidan (elfs sanguinaris i naga). Durant la baralla de Kael'thas contra Arthas es produeix una conversa:
Arthas: Encara estàs empipat perquè et lleve Jaina (Prooudmore, Filla de l'Almirall Proodmore, veure en Campanya d'orcs), Kael?
Kael'thas: La teua t'has dut tot el que era important per a la meua, Arthas La venjança és tot el que em queda!
A la fi Arthas i Illidan lluiten on Illidan duia l'avantatge en la batalla però baixa la guàrdia i Arthas aprofita la seua negligència per a vèncer-lo i es fusiona amb el rei Lich.